# Solucions exactes en relativitat general
En la relativitat general, una solució exacta és una solució de les equacions de camp d'Einstein la derivació de les quals no invoca supòsits simplificadors, encara que el punt de partida d'aquesta derivació pot ser un cas idealitzat com una forma perfectament esfèrica de la matèria. Matemàticament, trobar una solució exacta significa trobar una varietat lorentziana equipada amb camps tensoris que modelitzen estats de la matèria ordinària, com un fluid, o camps clàssics no gravitacionals com el camp electromagnètic.

## Antecedents i definició
Aquests camps tensorials haurien d'obeir qualsevol llei física rellevant (per exemple, qualsevol camp electromagnètic ha de satisfer les equacions de Maxwell). Seguint una recepta estàndard que s'utilitza àmpliament en física matemàtica, aquests camps de tensor també haurien de donar lloc a contribucions específiques al tensor esforç-energia. {\displaystyle T^{\alpha \beta }}. (Un camp és descrit per un lagrangià, variar respecte al camp hauria de donar les equacions del camp i variar respecte a la mètrica hauria de donar la contribució d'esforç-energia deguda al camp).
Finalment, quan se sumen totes les contribucions al tensor esforç-energia, el resultat ha de ser una solució de les equacions de camp d'Einstein
{\displaystyle G^{\alpha \beta }=\kappa \,T^{\alpha \beta }.}
En les equacions de camp anteriors, {\displaystyle G^{\alpha \beta }} és el tensor d'Einstein, calculat únicament a partir del tensor mètric que forma part de la definició d'una varietat lorentziana. Com que donar el tensor d'Einstein no determina completament el tensor de Riemann, però deixa el tensor de Weyl sense especificar (vegeu la descomposició de Ricci), l'equació d'Einstein es pot considerar una mena de condició de compatibilitat: la geometria de l'espai-temps ha de ser coherent amb la quantitat i el moviment de qualsevol matèria o camps no gravitatoris, en el sentit que la presència immediata "aquí i ara" d'energia-impuls no gravitacional provoca una quantitat proporcional de curvatura de Ricci "aquí i ara". A més, prenent derivades covariants de les equacions de camp i aplicant les identitats de Bianchi, es troba que una quantitat/moviment adequadament variable d'energia-impuls no gravitatòria pot provocar que les ondulacions de la curvatura es propaguin com a radiació gravitatòria, fins i tot a través de les regions del buit, que contenen sense matèria ni camps no gravitatoris.

## Dificultats amb la definició
Qualsevol varietat Lorentziana és una solució de l'equació de camp d'Einstein per a algun costat dret. Això s'il·lustra amb el procediment següent:
- agafeu qualsevol varietat Lorentziana, calculeu el seu tensor d'Einstein, que és una operació purament matemàtica
- dividir per la constant gravitatòria d'Einstein
- declara que el camp tensor de segon rang simètric resultant és el tensor esforç-energia.

Això demostra que hi ha dues maneres complementàries d'utilitzar la relativitat general:
- Es pot fixar la forma del tensor esforç-energia (per algunes raons físiques, per exemple) i estudiar les solucions de les equacions d'Einstein amb aquest costat dret (per exemple, si s'escull el tensor esforç-energia per ser el del perfecte fluid, una solució esfèricament simètrica pot servir com a model estel·lar)
- Alternativament, es pot fixar algunes propietats geomètriques d'un espai-temps i buscar una font de matèria que pugui proporcionar aquestes propietats. Això és el que han fet els cosmòlegs des dels anys 2000: assumeixen que l'Univers és homogeni, isòtrop i s'accelera i intenten adonar-se de quina matèria (anomenada energia fosca) pot suportar aquesta estructura.

Dins del primer enfocament, el suposat tensor tensió-energia ha de sorgir de la manera estàndard a partir d'una distribució de matèria "raonable" o d'un camp no gravitatori. A la pràctica, aquesta noció és força clara, sobretot si restringim els camps no gravitatoris admissibles a l'únic conegut el 1916, el camp electromagnètic. Però idealment ens agradaria tenir una caracterització matemàtica que estableixi alguna prova purament matemàtica que puguem aplicar a qualsevol "tensor d'estrès-energia" putatiu, que aprova tot el que pugui sorgir d'un escenari físic "raonable" i rebutgi tota la resta. No es coneix aquesta caracterització. En comptes d'això, tenim proves crues conegudes com a condicions d'energia, que són similars a posar restriccions als valors propis i vectors propis d'un operador lineal. D'una banda, aquestes condicions són massa permissives: admeten "solucions" que gairebé ningú creu que siguin físicament raonables. D'altra banda, poden ser massa restrictius: les condicions energètiques més populars aparentment són violades per l'efecte Casimir.
Einstein també va reconèixer un altre element de la definició d'una solució exacta: hauria de ser una varietat lorentziana (que compleixi criteris addicionals), és a dir, una varietat llisa. Però en treballar amb la relativitat general, resulta molt útil admetre solucions que no són a tot arreu suaus; els exemples inclouen moltes solucions creades fent coincidir una solució interior fluida perfecta amb una solució exterior de buit i ones planes impulsives. Una vegada més, la tensió creativa entre elegància i comoditat, respectivament, s'ha demostrat difícil de resoldre satisfactòriament.
A més d'aquestes objeccions locals, tenim el problema molt més difícil que hi ha moltes solucions exactes que no són objecte d'objecció a nivell local, però que globalment presenten característiques causalment sospitoses, com ara corbes temporals tancades o estructures amb punts de separació ("mons dels pantalons"). Algunes de les solucions exactes més conegudes, de fet, tenen globalment un caràcter estrany.

## Tipus de solució exacta
Moltes solucions exactes conegudes pertanyen a un dels diversos tipus, depenent de la interpretació física prevista del tensor esforç-energia:
- Solucions al buit: {\displaystyle T^{\alpha \beta }=0} ; descriuen regions en què no hi ha cap matèria ni camps no gravitatoris,
- Solucions d'electrobuit: {\displaystyle T^{\alpha \beta }} ha de sorgir completament d'un camp electromagnètic que resol les equacions de Maxwell lliures de font sobre la varietat Lorentziana corba donada; això significa que l'única font del camp gravitatori és l'energia del camp (i el moment) del camp electromagnètic,
- Solucions de pols nul·la: {\displaystyle T^{\alpha \beta }} ha de correspondre a un tensor tensió-energia que es pot interpretar com a resultat d'una radiació electromagnètica incoherent, sense necessàriament resoldre les equacions de camp de Maxwell en la varietat Lorentziana donada,
- Solucions fluides: {\displaystyle T^{\alpha \beta }} ha de sorgir completament del tensor tensió-energia d'un fluid (sovint es considera un fluid perfecte); l'única font del camp gravitatori és l'energia, el moment i la tensió (pressió i esforç de cisalla) de la matèria que comprèn el fluid.

A més de fenòmens tan ben establerts com els fluids o les ones electromagnètiques, es poden contemplar models en què el camp gravitatori és produït íntegrament per l'energia del camp de diversos camps hipotètics exòtics:
- Solucions de camp escalar: ha de sorgir completament d'un camp escalar (sovint un camp escalar sense massa); aquests poden sorgir en els tractaments clàssics de teoria de camps de feixos de mesó, o com a quintaessència,
- Solucions lambdavacuum (no és un terme estàndard, sinó un concepte estàndard per al qual encara no existeix nom): sorgeix completament d'una constant cosmològica diferent de zero.

Una possibilitat que ha rebut poca atenció (potser perquè les matemàtiques són tan difícils) és el problema de modelar un sòlid elàstic. Actualment, sembla que no es coneixen solucions exactes per a aquest tipus específic.
A continuació hem esbossat una classificació per interpretació física. Les solucions també es poden organitzar mitjançant la classificació de Segre de les possibles simetries algebraiques del tensor de Ricci:
- els electrobuits no nuls tenen tipus Segre i el grup isotropic SO(1,1) x SO(2),
- Els electroaspiradors nuls i els pols nuls tenen tipus Segre i el grup d'isotropia E(2),
- els fluids perfectes tenen tipus Segre i el grup isotropic SO(3),
- Les aspiradores Lambda tenen tipus Segre i el grup d'isotropia SO(1,3).

Els tipus Segre restants no tenen una interpretació física particular i la majoria d'ells no poden correspondre a cap tipus de contribució conegut al tensor esforç-energia.

### Exemples
En articles especialitzats s'enumeren exemples destacats de solucions de buit, solucions d'electrobuit, etc. Aquestes solucions contenen com a màxim una contribució al tensor energia-impuls, a causa d'un tipus específic de matèria o camp. Tanmateix, hi ha algunes solucions exactes notables que contenen dues o tres contribucions, com ara:
- La solució NUT-Kerr–Newman–de Sitter conté contribucions d'un camp electromagnètic i una energia positiva del buit, així com una mena de pertorbació del buit del buit de Kerr que s'especifica per l'anomenat paràmetre NUT,
- La pols de Gödel conté contribucions d'un fluid perfecte sense pressió (pols) i d'una energia positiva del buit.